# Стоядинович, Милица
Милица Стоядинович (серб. Milica Stojadinović-Srpkinja; 6 июня 1828 или 13 апреля 1830, Буковац — 25 июля 1878, Белград) — первая поэтесса Сербии.

## Биография
Милица Стоядинович родилась в семье приходского священника Сербской Православной Церкви Василия Стоядиновича. Ещё в подростковом возрасте она начала писать стихи. Обучалась в гимназии. Далее занималась самообразованием.
Когда она приехала в Белград, князь Михаил Обренович пригласил её ко двору. Венский антрополог и поэт Иоганн Габриэль Зайдль посвятил ей своё стихотворение. Она активно переписывалась с писателями Джорджем Райковичем, Любомиром Ненадовичем, Вуком Стефановичем Караджичем и его дочерью Вильгельминой, Боженой Немцовой и с Людвигом Августом фон Франклом.
Её единственной любовью был писатель Любомир Ненадович (поэт Авалы, как его называла Милица). Он первым читал её стихи и комментировал их.
В 1850 году была опубликована первая книга стихов Милица Стоядинович «Pesme», а в 1855 и 1869 годах были выпущены её более расширенные издания.
Милица Стоядинович сотрудничала со многими газетами и была первой женщиной-военным репортером. Известен её репортаж под названием «Сердце и баррикады Белграда» (1862 год).
Во время сербско-турецкой войны она добровольно работала медсестрой, уже будучи бедной и с плохим здоровьем.
Милица Стоядинович умерла в 1878 году. Она была похоронена в церкви Святого Марка. Спустя 27 лет её останки были перевезены в Пожаревац, где в то время жил и служил профессором её брат Любомир.

## Память
В 1891 году в Вене Людвигом фон Франклом был издан альманах «Die Dioskuren» со сборником писем, написанных Милицей Стоядинович.
Её дневник «У Фрушкој гори» считается сокровищницей писем, стихов, народных обычаев. Йован Скерлич называл его «прекрасным документом для глубокого знания того времени» («lepim dokumentom za intimno poznavanje toga doba»). В Нови-Саде ежегодно выдающимся поэтам Сербии присуждается поэтическая премия её имени.
Биляна Дойчинович (серб. Биљана Дојчиновић) писала о роли поэтессы Милицы Стоядинович в развитии женского письма в Сербии (в рамках феминистской концепции).
Дом в провинции Врдник, в котором проживала Милица Стоядинович в период с 1836 по 1878 год, включен в Список культурных памятников Сербии.

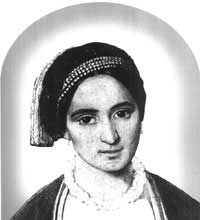
Милица Стоядинович
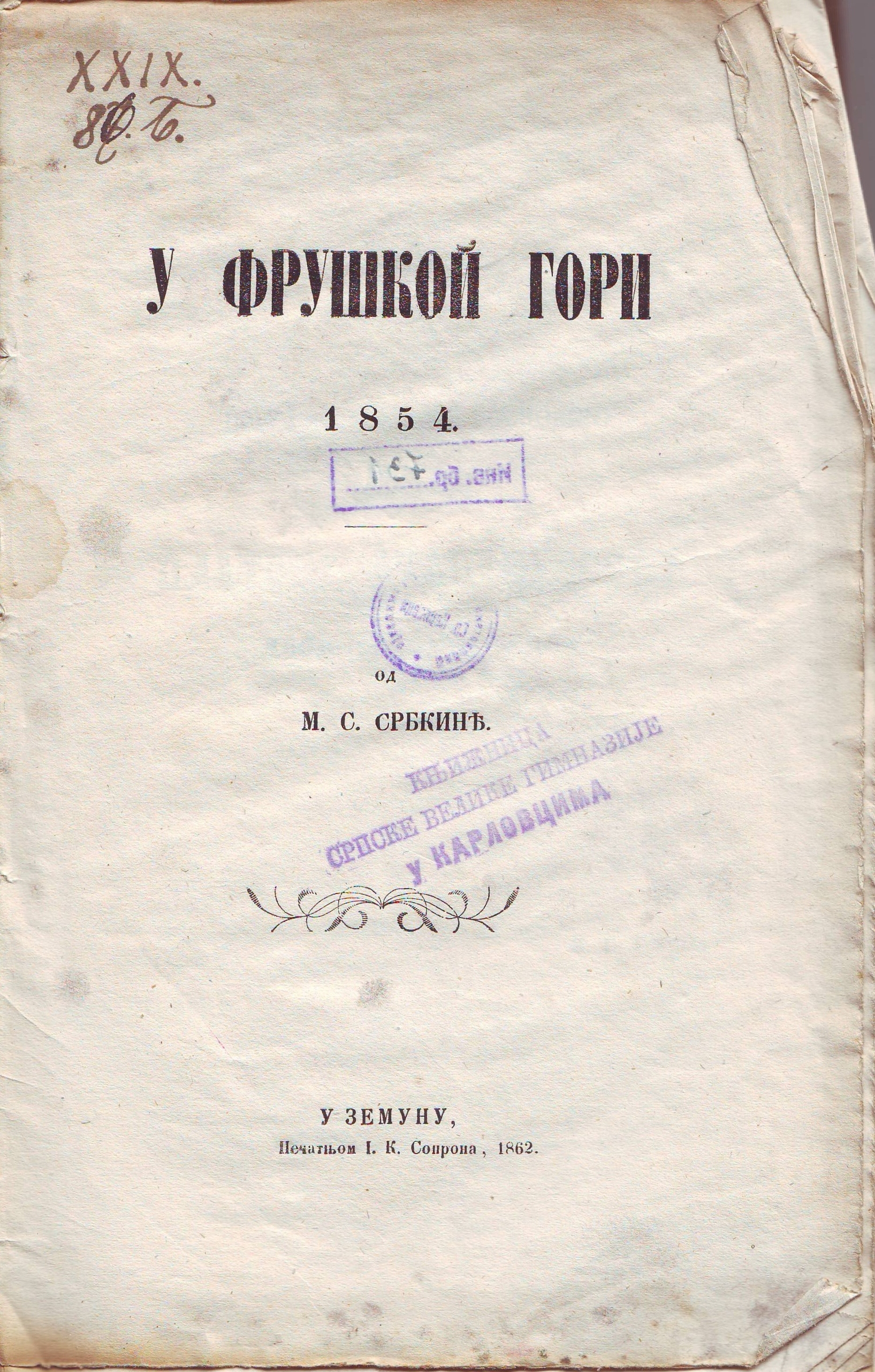
У Фрушкој гори (1862)
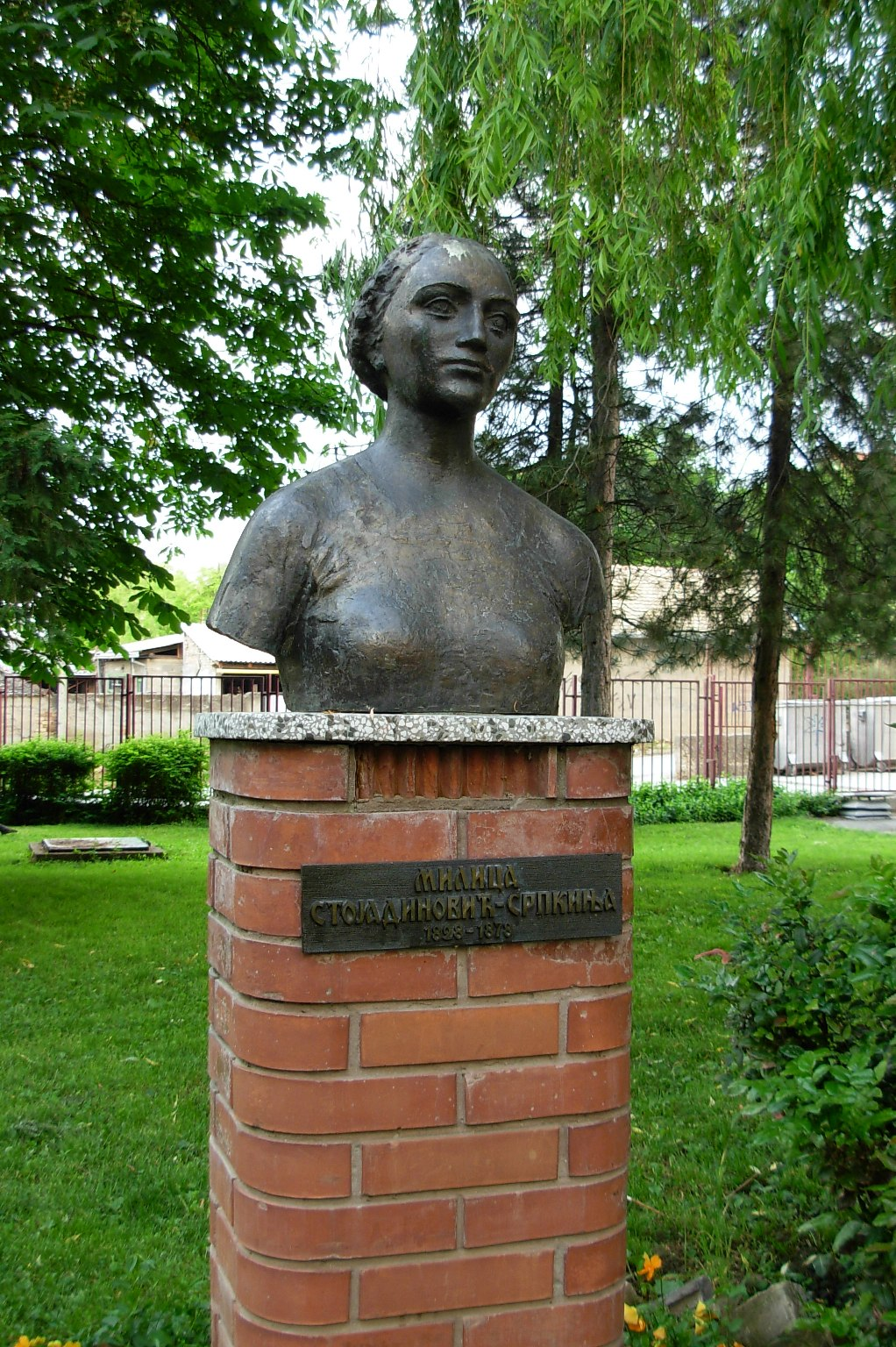
Бюст Милицы Стоядинович, Буковац (серб. Bukovac)
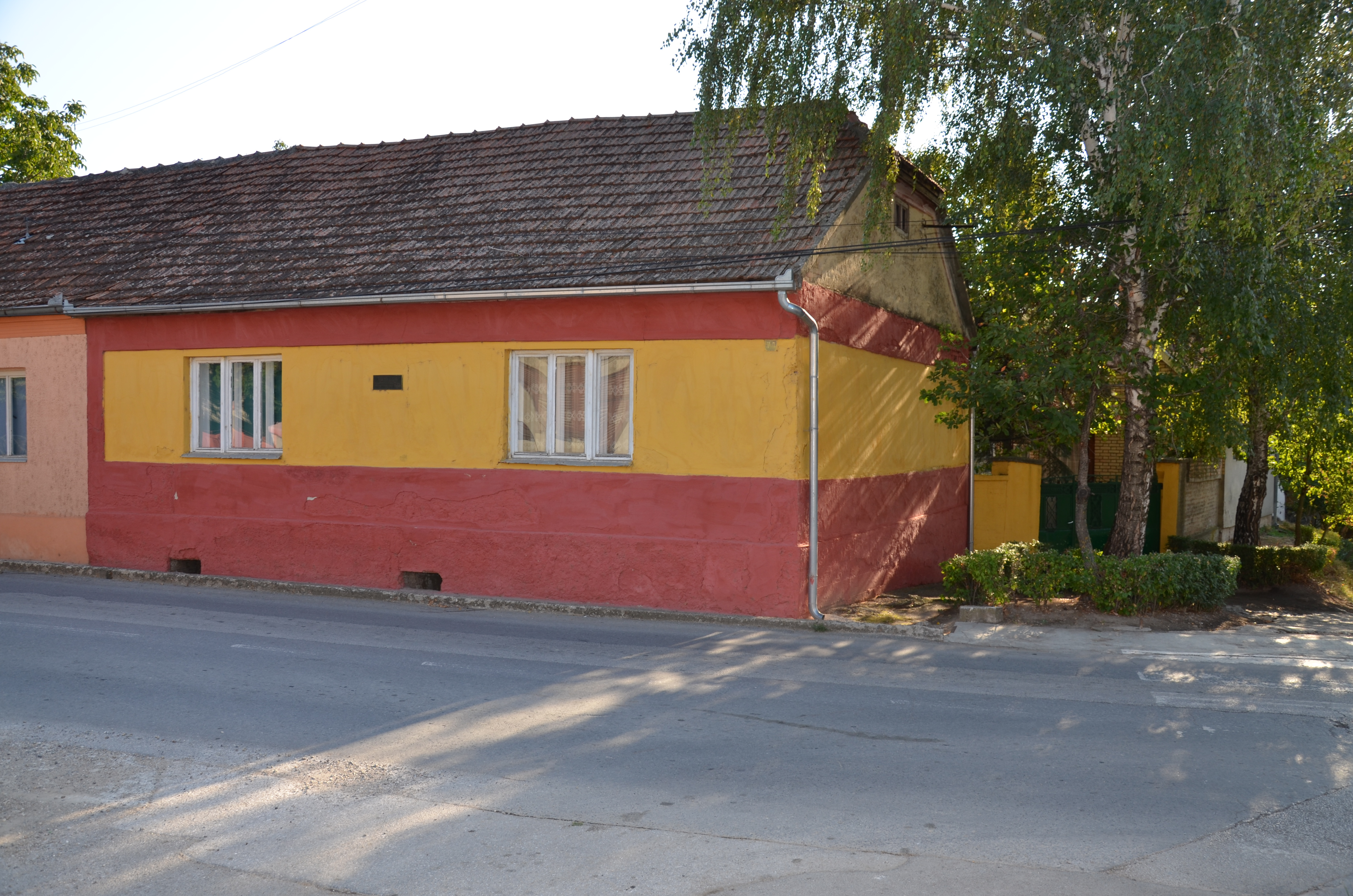
Вид на дом, в котором проживала Милица Стоядинович с 1836 года по 1878 год
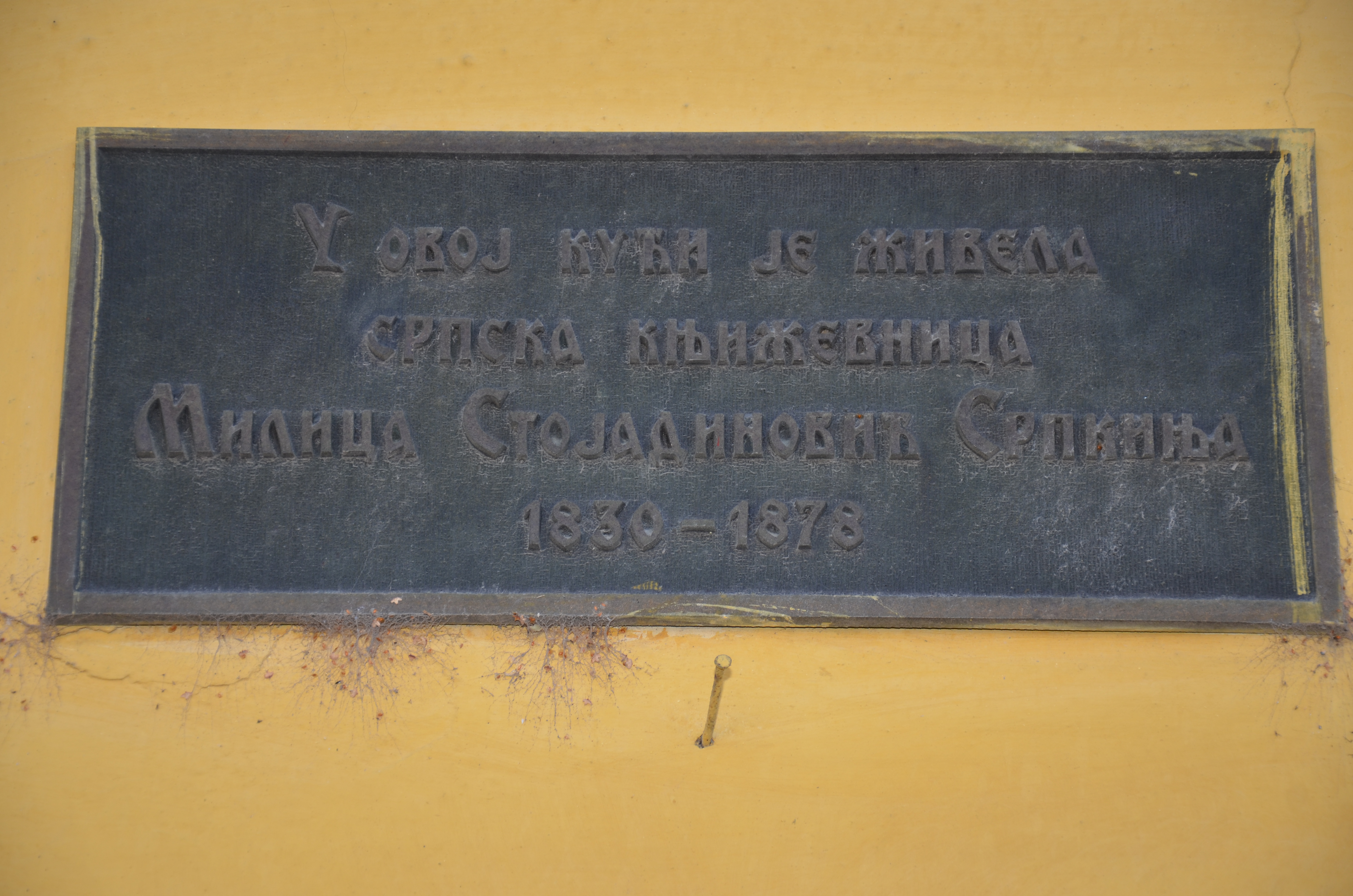
Памятная доска на доме, Врдник